# Thati Teixeira
Thatianne Ferro Teixeira, também conhecida como Thati Teixeira ou Tati Teixeira  (Criciúma, 23 de agosto de 1979 — Criciúma, 21 de março de 2023), foi uma professora, psicopedagoga, empreendedora social e política brasileira.

## Carreira
A carreira política de Thatianne se iniciou na escola pública, onde se tornou militante no movimento estudantil. Em 2006, participou de sua primeira disputa eleitoral, sendo candidata ao cargo de deputada federal pelo Partido da Social Democracia Brasileira (PSDB). À época, obteve 16.110 votos e ficou como suplente da coligação Por Toda Santa Catarina (PMDB / PFL / PSDB / PPS).
Alguns anos depois em 2008, se tornou vereadora de Criciúma pelo PSDB, obtendo 2.145 votos e assumindo a posse na legislatura de 2009-2012. Já em 2010, disputou o cargo de deputada para a Assembleia Legislativa do Estado de Santa Catarina (ALESC) pelo PSDB. Apesar de ter obtido 15.145 votos, Thatianne não conseguiu ser eleita.
Já em 2012, foi reeleita para a Câmara Municipal de Criciúma, sendo filiada ao Partido Social Democrático (PSD), onde conseguiu 2.903 votos e foi a terceira maior votação para a legislatura de 2013-2016. Em 2014, Thatianne assume o cargo de Presidente do Legislativo Municipal da Câmara de sua terra natal,  sendo a primeira mulher a tomar posse deste cargo na região. Também implantou a Escola do Legislativo Municipal da Câmara dos Vereadores da região, que depois ganharia seu próprio nome em homenagem póstuma. Em 5 de maio de 2014, sendo Presidente da Câmara de Vereadores, também teve a oportunidade de  assumir como Prefeita interina de Criciúma pelo período de sete dias. Em 2016, chegou a se candidatar à vice-prefeita do município natal, contudo a chapa foi retirada por vontade alheia à sua.
Em 2017, foi fundado o Instituto Florir Brasil, com o objetivo de promover ações de educação para o combate de injustiças sociais, através do trabalho voluntário.
Concorrendo às eleições de 2018, ao cargo de deputada estadual pelo Cidadania, Thatianne recebeu 11.256 votos e conseguiu a quarta suplência da coligação PTB / PRTB / DC / AVANTE / PR / Cidadania. No dia 4 de janeiro de 2021, pelo partido Patriota, tomou posse no cargo de deputada estadual na 19ª Legislatura (2019–2023) durante um período de trinta dias, estando no lugar do Deputado Maurício Eskudlark (PL). Thatianne integrou a Bancada feminina do parlamento catarinense e o Bloco de deputados representantes da Região Sul.

## Morte
Em 2022, logo após as eleições, Thatianne foi diagnosticada com câncer de mama, onde logo iniciou o tratamento, porém em março de 2023 precisou ser internada no Hospital São José e não resistiu a doença, vindo a falecer em 21 de março de 2023.